# Institut »Jožef Stefan«
Institut »Jožef Stefan« (s kratico IJS)  je slovenski javni raziskovalni zavod, ki zbira, ustvarja in širi naravoslovno in tehniško znanje na ravni odličnosti v dobrobit Slovencev in celotnega človeštva. Sestavljen je iz odsekov (fizika, kemija, elektronika, ...), skupin in centrov (odličnosti, infrastrukturni, tehnološki, itd.).
Ime je institut dobil po priznanem slovenskem fiziku Jožefu Stefanu, po katerem se imenuje tudi Stefanov zakon o sevanju črnega telesa. Od skoraj 1000 zaposlenih je več kot 460 doktorjev znanosti. Trenutni direktor je profesor jedrske tehnike Leon Cizelj, ki je nasledil fizika Boštjana Zalarja.
IJS je soustanovitelj Univerze v Novi Gorici ter Mednarodne podiplomske šole Jožefa Stefana. Sodelujejo tudi z Univerzo v Ljubljani, Univerzo na Primorskem, Univerzo v Mariboru in Univerzo v Novi Gorici. Enkrat letno podeljujejo »zlati znak Jožefa Stefana« kot priznanje za znanstvenoraziskovalno delo. Tehnološki park IJS je prerastel v tehnološki park Ljubljana. Sodelujejo s 70 sorodnimi institucijami širom sveta.

## Seznam raziskovalnih odsekov
- Elektronika in informacijske tehnologije
  - E1 Avtomatika, biokibernetika in robotika
  - E2 Sistemi in vodenje
  - E3 Umetna inteligenca
  - E5 Odprti sistemi in mreže
  - E6 Komunikacijski sistemi
  - E7 Računalniški sistemi
  - E8 Tehnologije znanja
  - E9 Inteligentni sistemi

- Fizika
  - F1 Teoretična fizika
  - F2 Fizika nizkih in srednjih energij
  - F3 Tanke plasti in površine
  - F4 Tehnologija površin in optoelektronika
  - F5 Fizika trdne snovi
  - F7 Kompleksne snovi
  - F8 Reaktorska fizika
  - F9 Eksperimentalna fizika osnovnih delcev

- Kemija in biokemija
  - B1 Biokemija, molekularna in strukturna biologija
  - B2 Molekularne in biomedicinske znanosti
  - B3 Biotehnologija
  - K1 Anorganska kemija in tehnologija
  - K3 Fizikalna in organska kemija
  - K5 Elektronska keramika
  - K6 Inženirska keramika
  - K7 Nanostrukturni materiali
  - K8 Sinteza materialov
  - K9 Raziskave sodobnih materialov
  - O2 Znanosti o okolju

- Reaktorski inženiring in energetika
  - R4 Reaktorska tehnika

- Centri
  - CEM Center za elektronsko mikroskopijo
  - CEU Center za energetsko učinkovitost
  - CMI Center za mrežno infrastrukturo
  - CT3 Center za prenos znanja na področju informacijskih tehnologij
  - ICJT Izobraževalni center za jedrsko tehnologijo Milana Čopiča
  - RIC Reaktorski infrastrukturni center
  - ZIC Znanstvenoinformacijski center - knjižnica
  - CTT Center za prenos tehnologij in inovacij